# Newtownstewart
Newtownstewart (Iers: An Baile Nua) is een plaats in het Noord-Ierse County Tyrone.
Newtownstewart telt 1467 inwoners. Van de bevolking is 45,1% protestant en 54,7% katholiek.